# Benetton B186
Benetton B194 je Benettonov prvi dirkalnik Formule 1, ki je bil v uporabi v sezoni 1986, ko sta z njim dirkala Teo Fabi in Gerhard Berger. Benetton je ob koncu sezone 1985 kupil moštvo Toleman in po več letih sponzoriranja ostalih moštev, tudi Alfe Romeo in Tyrrella, naredili lastno moštvo. Dirkalnik je bil zelo nezanesljiv, saj sta dirkača zabeležila kar devetnajsto odstopov, toda Berger je dosegel edino zmago sezone na predzadnji dirki sezone za Veliko nagrado Mehike.

## Koncept
Kljub odkupu majhnega moštva Toleman s strani bogatega koncerna Benetton Group, je organizacija in sestava moštva ostala v veliki meri nespremenjena. Peter Collins je ostal šef moštva, Rory Byrne pa glavni inženir. Benetton pa je imel denar za nakup BMW-jevih motorjev, namesto motorjev privatnika Harta, ki jih je Toleman uporabljal vse od svojega vstopa v Formulo 1 v sezoni 1981. 
Tako motorji BMW kot tudi Hart so imeli konfiguracijo 4 in-line, zato moštvu zaradi menjave motorja ni bilo potrebno narediti veliko sprememb v primerjavi z dirkalnikom Toleman TG185. Kljub temu je bila šasija na nekaterih delih izboljšana, kot so stranska krilca, ki naj bi povečala podtlak pod dirkalnikom. Šasija B186 je bila tudi močnejša, kajti BMW-jev turbo motor je bil močnejši za 150 KM od atmosferskega Hartovega. BMW-jev motor, ki ga je uporabljal tudi dirkalnik Brabham BT55, se je izkazal celo za najmočnejšega v Formuli 1. Ena od večjih težav je bila izgradnja udobnega cockpita tako za nizkega Fabija, kot tudi za visokega Bergerja.

## Proizvodnja
Benetton in Toleman sta se dogovorila za odkup oktobra 1985, zato ni ostalo veliko časa za izgradnjo dirkalnika B186 pred prvo dirki za Veliko nagrado Brazilije 23. marca 1986. Kljub temu so bile do prve dirke izdelane že tri šasije, kasneje v sezoni pa so izdelali še štiri. Toda v prvem delu sezone je moštvo predvsem izdelovalo rezervne dele za obstoječe dirkalnika na račun razvoja in izboljšav dirkalnika. Vseh sedem šasij je bilo uporabljenih vsaj na eni dirki, četrta šasija je bila uničena v trčenju Bergerja na prostem treningu pred dirko za Veliko nagrado Kanade. 

## Razvoj
Sama moč BMW-jevih motorjev, ki so v kvalifikacijski različici lahko razvili moč preko 1000 KM, je B186 naredila konkurenčnega. Toda obnašanje dirkalnika v prvem delu sezone ni bilo na nivoju, tako kljub najvišji hitrosti dirkalnikov ob koncu ravnine dirkača nista bila uvrščena pri vrhu. Dirkalnik je bil tudi nezanesljiv, na počasnejših dirkališčih pa nekonkurenčen. Moštvo je bilo v začetku sezone edino izmed boljših v manj konkurenčnih Pirellijevih pnevmatikah, medtem ko so ostala boljša moštva dirkala z Goodyearom. 
Ko so v moštvu do polovice sezone izdelali dovolj rezervnih delov, so na dirkalnik B186 namestili celo vrsto aerodinamičnih izboljšav, nov sistem vzmetenja in spremenjen koncept nastavitev. Izboljšan dirkalnik je bil pripravljen za dirko za Veliko nagrado Avstrije, kjer je bil dirkalnik na hitrem dirkališču Österreichring najhitrejši. Izboljšana je bila tudi zanesljivost dirkalnika, toda le do neke mere, kajti tudi v drugem delu sezone je bilo še kar nekaj odstopov. Izboljšale pa so se tudi Pirellijeve pnevmatike, ki so Benettonu prinesle prednost pred konkurenti, ker so se obrabljale počasneje kot Goodyearove. 

## Dirkaška zgodovina
B186 je končal v točkah na prvih treh dirkah sezone, Berger je dosegel tudi tretje mesto na dirki za Veliko nagrado San Marina. Toda hitrost dirkalnika je na naslednjih dirkah zasenčila njegova nezanesljivost, kajti oba dirkača sta doživljala serije odstopov, dirkalnik pa se je na počasnejših stezah, na primer na dirkah za Veliko nagrado Monaka in Veliko nagrado vzhodnih ZDA, izkazal za nekonkurenčnega. Kljub vsemu se je predvsem Berger do polovice sezone uveljavil kot eden od dirkačev iz ospredja, nekateri pa so ga kritizirali, da je na začetkih dirk preveč povečeval moč motorja, zato je zaradi težav s porabo goriva kasneje izgubljal. Dirkalnik je bil najboljši na štirih hitrih dirkališčih, Spa-Francorchamps, Hockenheimring, Monza in Österreichring. Predvsem na zadnjem omenjenem dirkališču je bil Benetton mnogo hitrejši od ostalih boljših moštev v tej sezoni, Williamsa, McLarna in Lotus, moštvu se je celo obetala dvojna zmaga, toda oba dirkalnika sta odstopila zaradi mehanske okvare. Teo Fabi je osvojil prvi najboljši štartni položaj dirkalnika na tej dirki, na dirki za Veliko nagrado Italije pa še drugega zaporednega, toda ponovno je dirkačema Benettona zmago preprečila nezanesljivost in neučinkovita poraba goriva. 
Benetton je zmago končno dosegel na dirki za Veliko nagrado Mehike. Kljub temu da Berger na začetku dirke ni imel najhitrejšega dirkalnika, je izkoristil Pirellijeve pnevmatike, ki so se počasneje obrabljale od Goodyearovih, in brez postanka v boksih premagal Nelsona Piqueta in Alaina Prosta. Ta zmaga je bila vrhunec Benettonove prve sezone v Formuli 1 in prikaz potenciala dirkalnika B186. V sezoni je Benetton premagoval ostali moštvi z BMW-jevim motorjem, Brabham in Arrows, in bil najhitrejše moštvo na Pirellijevih pnevmatikah, s katerimi pa je Ligier z bolj zanesljivim dirkalnikom osvojil več točk. Skupno je moštvo zasedlo šesto mesto v dirkaškem prvenstvu z devetnajstimi točkami.

## Popolni rezultati Formule 1
(legenda) (Odebeljene dirke pomenijo najboljši štartni položaj, poševne pa najhitrejši krog)
| Leto | Moštvo   | Motor               | Gume | Dirkača        | 1   | 2   | 3   | 4   | 5   | 6   | 7    | 8   | 9   | 10  | 11  | 12  | 13  | 14  | 15  | 16  | Toč | Prv |
| ---- | -------- | ------------------- | ---- | -------------- | --- | --- | --- | --- | --- | --- | ---- | --- | --- | --- | --- | --- | --- | --- | --- | --- | --- | --- |
| 1986 | Benetton | BMW 4 in-line (t/c) | P    |                | BRA | ŠPA | SMR | MON | BEL | KAN | VZDA | FRA | VB  | NEM | MAD | AVT | ITA | POR | MEH | AVS | 19  | 6.  |
| 1986 | Benetton | BMW 4 in-line (t/c) | P    | Teo Fabi       | 10  | 5   | Ret | Ret | 7   | Ret | Ret  | Ret | Ret | Ret | Ret | Ret | Ret | 8   | Ret | 10  | 19  | 6.  |
| 1986 | Benetton | BMW 4 in-line (t/c) | P    | Gerhard Berger | 6   | 6   | 3   | Ret | 10  | Ret | Ret  | Ret | Ret | 10  | Ret | 7   | 5   | Ret | 1   | Ret | 19  | 6.  |